# Joachim Eilers
Joachim Eilers  (né le 2 avril 1990 à Cologne) est un coureur cycliste allemand. Spécialiste des épreuves de vitesse sur piste, il est notamment champion du monde du kilomètre et du keirin en 2016. Il compte également trois titres de champion d'Europe et un total de neuf médailles mondiales. 

## Biographie
Joachim Eilers commence le cyclisme en 1999 avec le club du « SG/EC Bayer Köln Worringen ». Il rejoint  ensuite le club de Solingen du « RC Schwalbe 03 Solingen ». Il est membre du club sportif de la police de Chemnitz à partir de 2004 et court pour la Team Erdgas.2012 de Chemnitz de 2009 à 2012. Il fréquente l'école de sport locale. Entre 2006 et 2008, il monte sur plusieurs podiums aux championnats d'Allemagne cadets et juniors sur piste, sans remporter de titre.
En 2009, pour sa première année chez les élites, Eilers est champion d'Allemagne du kilomètre. En janvier 2010, il termine deuxième du kilomètre lors de la manche de Coupe du monde de Pékin et participe aux mondiaux sur piste à Copenhague la même année. Aux championnats d'Allemagne, il est vice-champion de vitesse par équipes avec Robert Förstemann et Carsten Bergemann. Aux championnats d'Europe espoirs (moins de 23 ans) à Saint-Pétersbourg, il décroche la médaille d'or en keirin et en vitesse par équipes avec Tobias Wächter et Philipp Thiele, et termine deuxième du kilomètre derrière le français Quentin Lafargue.
Aux championnats du monde 2011 à Apeldoorn, il termine cinquième du kilomètre. En juillet, il est à nouveau champion d'Europe de vitesse par équipes espoirs (cette fois avec Erik Balzer et Stefan Bötticher), ainsi que vice-champion d'Europe espoirs du kilomètre et du keirin. En décembre 2013, avec René Enders et Förstemann, Eilers gagne la vitesse par équipes lors de la manche de Coupe du monde de Aguascalientes. Lors des qualifications, les trois athlètes ont établi un nouveau record du monde en 41,871 secondes. Le trio améliore le précédent record de 42,600 secondes était détenu par l'équipe britannique depuis les Jeux olympiques de 2012 à Londres.
En 2014, il devient vice-champion du monde du kilomètre. Lors des championnats d'Europe, il décroche trois médailles, dont deux titres sur le keirin et la vitesse par équipes (avec Robert Förstemann et Tobias Wächter), ainsi que l'argent du kilomètre. L'année suivante, il est à nouveau vice-champion du monde du kilomètre. Aux championnats d'Europe de la même année, il est médaillé d'argent du kilomètre et médaillé de bronze de la vitesse par équipes.
En 2016, il réalise sa meilleure année. Lors des mondiaux de Londres, il devient champion du monde du kilomètre et du keirin. Il est également médaille de bronze de la vitesse par équipes. Il est sélectionné pour participer aux Jeux olympiques de Rio de Janeiro, où il échoue de peu à remporter une médaille en se classant quatrième du keirin, cinquième de la vitesse individuelle et de la vitesse par équipes. En 2017, il gagne la vitesse par équipes lors de la Coupe du monde de Manchester. À Berlin, à domicile, il obtient deux médailles d'argent aux championnats d'Europe, sur le kilomètre et la vitesse par équipes. Aux championnats d'Europe de 2018, il est pour la quatrième fois médaillé d'argent du kilomètre et ajoute à son palmarès une médaille de bronze en vitesse par équipes.
Joachim Eilers doit attendre 2021 pour remonter sur un podium international. Début octobre, il est médaillé de bronze en keirin aux championnats d'Europe. Toujours en octobre, il remporte les médailles de bronze sur le kilomètre et la vitesse par équipes aux championnats du monde de Roubaix.
En janvier 2023, à l'image de Quentin Lafargue, il annonce abandonner les disciplines du sprint pour devenir démarreur en poursuite par équipes.

## Palmarès

### Jeux olympiques
- Rio 2016
  - 4e du keirin
  - 5e de la vitesse individuelle
  - 5e de la vitesse par équipes

### Championnats du monde
| Édition / Épreuve              | Kilomètre | Keirin | Vitesse par équipes |
| Copenhague 2010                | 17e       |        |                     |
| Apeldoorn 2011                 | 5e        |        |                     |
| Melbourne 2012                 | 7e        | 25e    |                     |
| Minsk 2013                     | Bronze    |        |                     |
| Cali 2014                      | Argent    | 4e     |                     |
| Saint-Quentin-en-Yvelines 2015 | Argent    | 17e    | Bronze              |
| Londres 2016                   | Or        | Or     | Bronze              |
| Hong Kong 2017                 | 5e        | 7e     |                     |
| Apeldoorn 2018                 | 12e       |        | 5e                  |
| Pruszków 2019                  | 23e       |        |                     |
| Berlin 2020                    | 10e       |        |                     |
| Roubaix 2021                   | Bronze    | 13e    | Bronze              |

### Coupe du monde
- 2009-2010
  - 2e du kilomètre à Pékin
- 2011-2012
  - 1er de la vitesse par équipes à Astana (avec Robert Förstemann et Maximilian Levy)
  - 2e de la vitesse par équipes à Cali
- 2013-2014
  - 1er de la vitesse par équipes à Aguascalientes (avec Robert Förstemann et René Enders)
  - 2e de la vitesse par équipes à Guadalajara
  - 3e du kilomètre à Aguascalientes
- 2014-2015
  - 1er du keirin à Guadalajara
  - 1er de la vitesse par équipes à Londres (avec Robert Förstemann et René Enders)
  - 2e de la vitesse par équipes à Guadalajara
- 2015-2016
  - Classement général du keirin
  - 1er du keirin à Cali
  - 1er du keirin à Cambridge
  - 1er de la vitesse par équipes à Cali (avec Max Niederlag et René Enders)
  - 1er de la vitesse par équipes à Cambridge (avec Robert Förstemann et René Enders)
- 2017-2018
  - 1er de la vitesse par équipes à Manchester (avec Robert Förstemann et Maximilian Levy)
  - 2e du keirin à Pruszków
  - 3e du keirin à Milton
- 2018-2019
  - Classement général du kilomètre
    - 1er du kilomètre à Berlin

  - 3e de la vitesse par équipes à Berlin
  - 3e de la vitesse par équipes à Londres
- 2019-2020
  - 1er du keirin à Milton

### Coupe des nations
- 2021
  - 3e du keirin à Saint-Pétersbourg

### Championnats d'Europe
| Édition / Épreuve                | Kilomètre | Keirin | Vitesse par équipes                           |
| Saint-Pétersbourg 2010 (espoirs) | Argent    | Or     | Or (avec Philipp Thiele et Tobias Wächter)    |
| Anadia 2011 (espoirs)            | Argent    | Argent | Or (avec Erik Balzer et Stefan Bötticher)     |
| Panevėžys 2012                   |           | Argent | Or (avec Max Niederlag et Tobias Wächter)     |
| Baie-Mahault 2014                | Argent    | Or     | Or (avec Robert Förstemann et Tobias Wächter) |
| Granges 2015                     | Argent    |        | Bronze                                        |
| Berlin 2017                      | Argent    | 8e     | Argent                                        |
| Glasgow 2018                     | Argent    | 7e     | Bronze                                        |
| Granges 2021                     | 4e        | Bronze |                                               |

### Championnats nationaux
- Champion d'Allemagne du kilomètre : 2009 et 2016